# 1996 TL66
1996 TL66 eller (15874) 1996 TL66 är ett objekt i Kuiperbältet. Upptäckten gjordes 1996 av astronomen David C. Jewitt med flera vid Mauna Kea och var ett av de första scattered disc som upptäcktes. (1995 TL8 upptäcktes ett år tidigare). 1996 TL66 var ett av de största Kuiperbälts-objekten för sin tid.
1996 TL66 kretsar kring solen i bana som har medelavståndet 85,33 AU. 